# Юстин (консул 540 года)
Флавий Мариан Пётр Феодор Валентин Рустиций Вораид Герман Юстин (Fl. Mar. Petrus Theodorus Valentinus Rusticius Boraides Germanus Iustinus), именуемый обычно просто Юстин (греч. Ἰουστίνος; ок. 525—566), — аристократ и военачальник в Восточной Римской империи, ставший в 540 году одним из последних римских консулов.

## Биография
Юстин родился приблизительно в 525 году. Он был старшим сыном Германа и его жены Пассары. Герман был двоюродным братом Византийского императора Юстиниана I (527—565 годы), таким образом являясь членом обширной династии Юстиниана, и двоюродным дядей преемника Юстиниана — Юстина II (565—578 годы). В 540 году он был объявлен обычным консулом, будучи ещё достаточно молодым. В этот момент он уже имел титул vir illustris и почётную должность comes domesticorum. В том же году он сопровождал своего отца на Восток в походе против Сассанидской Персии, но стал свидетелем полного бездействия. В 549 году он способствовал разоблачению заговора с целью свержения Юстиниана армянским командующим Артабаном и его сообщниками. Заговорщики намеревались убить Юстиниана и Велизария и поставить на троне Германа. Узнав об их намерениях, Юстин сообщил о них своему отцу, который передал Марцеллу, командиру экскувитов, что привело к аресту заговорщиков.
В 550 году совместно со своим младшим братом Юстинианом он присоединился к своему отцу в походе против Королевства остготов, но Герман внезапно скончался осенью 550 года прежде, чем армия покинула Балканы, где она формировалась. После этого Юстиниан и зять Германа Иоанн направили армию в Салону (современный город Сплит в Хорватии), где евнух Нарсес принял командование в конце 551 года. В начале 552 года Юстин и Юстиниан были поставлены во главе похода против вторжения славян в Иллирик. Немногим позже они были направлены на север для содействия лангобардам в их действиях против гепидов, но были задержаны необходимостью пресечь восстание в городе Ульпиана.
После этого и до 566 года он был главнокомандующим (в ранге magister militum) в действиях против персов в Лазике, а позже во Фракии. На этих должностях он играл важную роль в качестве посредника в отношениях Империи с Аварами. В 554—556 годах он принимал участие на последних победоносных этапах Лазской войны, в начале в качестве заместителя magister militum per Armeniam (командующего войсками в Армении) Мартина и в конечном итоге в качестве его преемника. В этом статусе в 558 году он и принял первое посольство аваров в Империи и сопроводил его в Константинополь. Изгнанные из Империи и направившиеся в украинские степи, авары наносили поражение одному врагу за другим и в конечном счёте достигли северного берега Дуная в 561/562 гг. Здесь они потребовали права поселиться в пределах империи в Малой Скифии. Здесь Юстин сыграл ключевую роль, предупредив императора об аварском вторжении. Вследствие этого, посольство аваров в Константинополе было задержано до тех пор, пока придунайские оборонительные сооружения limes не были приведены в полную готовность. Теперь, когда Юстин удерживал позиции на реке, авары удовлетворились ежегодной данью Византии и покинули пределы Империи с миром на несколько лет.
Когда в 565 году умер император Юстиниан I, в силу своих званий и репутации военачальника, а также в силу близости своей армии к столице империи, Юстин являлся основным претендентом на освободившийся трон совместно со своим двоюродным братом Юстином, curopalates (куропалатом). Тем не менее именно его брат был уже в Константинополе и при поддержке сената был поспешно избран на трон. Новый император после этого вызвал Юстина в Константинополь перед изгнанием в Александрию, которое было обставленно как назначение префектом Египта. Там он был убит во сне по наущению императрицы Софии, согласно сообщению Иоанна Бикларийского.